# الجزيرة التركية
قناة الجزيرة التركية هي قناة إخبارية ناطقة باللغة التركية يقع مقرها بإسطنبول وتعد فرعًا من شبكة قنوات الجزيرة وهي منصة إلكترونية تتوافق مع تطلعات الجماهير الناطقة باللغة التركية، ثم تم إطلاق الموقع الإلكتروني الخاص بها في يناير 2014

## تاريخ القناة
في شباط 2011، عرض صندوق تأمين ودائع الادخار في تركيا قناة (Cine5) للبيع فاشترتها شبكة الجزيرة فأعادت تسميه القناة إلى الجزيرة التركية وحضرتها لبدء البث.
ذكرت تقارير في نيسان 2012 أن القناة تأخر انطلاقها بسبب رفض القناة استخدام لفظ إرهابيين لوصف مقاتلي حزب العمال الكردستاني مما أدى لانسحاب بعض المساهمين الأتراك الذين تعاونوا مع شبكة الجزيرة لانطلاق القناة.
انطلق البث لهذه القناة في عام 2014.